# ريكس ويلسون
ريكس ويلسون (بالإنجليزية: Rex Wilson) هو منافس ألعاب قوى نيوزيلندي، ولد في 10 أبريل 1960.

## وصلات خارجية
- ريكس ويلسون على موقع الاتحاد الدولي لألعاب القوى (الإنجليزية)
- ريكس ويلسون على موقع أوليمبيديا (الإنجليزية)